# Norman Hartnell

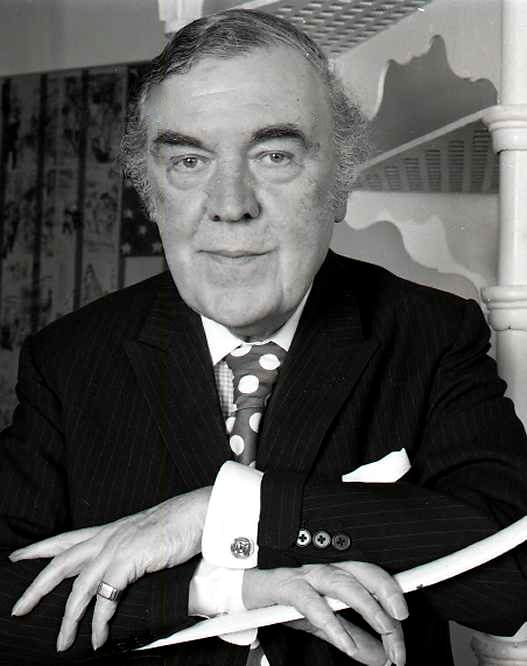
Sir Norman Hartnell (1972)

Sir Norman Bishop Hartnell, KCVO (* 12. Juni 1901 in London; † 8. Juni 1979 in Windsor) war ein britischer Modeschöpfer. Er war Hoflieferant von Elizabeth The Queen Mother und deren Tochter, Königin Elisabeth II.

## Ausbildung und berufliche Anfänge
Norman Hartnell wurde in dem Londoner Stadtteil Streatham geboren; seine Eltern waren Gastwirte und führten das Crown & Sceptre, eine große Poststation auf dem Streatham Hill. Hartnell besuchte die Mill Hill School und studierte Moderne Sprachen am Magdalene College in Cambridge, verließ die Universität aber ohne Abschluss. Er interessierte sich mehr für Kunst und Theater und entwarf Bühnenbilder für das Theater der Universität. In London arbeitete er ohne Erfolg mit zwei Modeschöpfern zusammen, darunter Lucy Christiana Duff Gordon, die er später verklagte, weil sie seine Entwürfe kopiert habe. 1923 eröffnete er in Mayfair, 10 Bruton Street, mit der Unterstützung von Vater und Schwester sein eigenes Geschäft.

## 10 Bruton Street

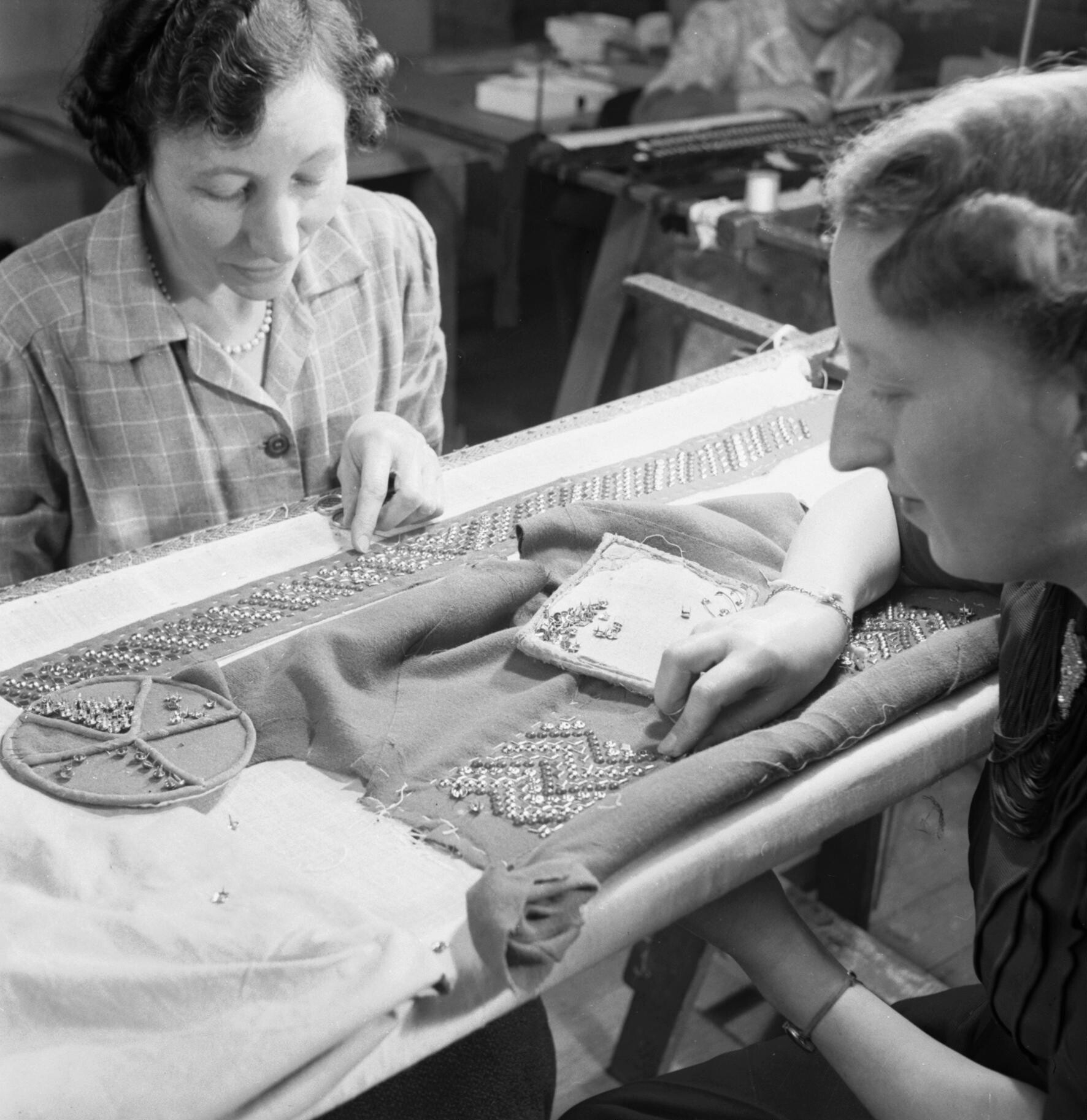
Stickerinnen in Hartnells Werkstatt

Hartnell gewann eine Gruppe von jungen Kundinnen und deren Mütter, die während der Londoner Saison durch modische Originalität auffallen wollten. Er griff den Geist der Jeunesse dorée und der Flapper auf, versah aber seine Kreationen mit mehr Romantik. Erkennbar war dies vor allem an seiner Vorliebe für Abend- und Nachmittagskleider, die bei Hofanlässen und vielen Hochzeiten der besseren Gesellschaft in London getragen wurden. Hartnell hatte auch Erfolg in Paris und New York, was ihm viel Publizität in den Zeitungen bescherte und eine gesteigerte Nachfrage von den Kunden, die sich nicht länger mit Londoner Kopien von Pariser Entwürfen zufriedengeben wollten. Er gewann zahlreiche prominente Kundinnen, wie Gladys Cooper und Elsie Randolph, später kamen Gertrude Lawrence, Jessie Matthews, Merle Oberon, Evelyn Laye, Anna Neagle hinzu wie auch zwei französische Stars, Alice Delysia und Mistinguett.
Die geschäftstüchtige Schwester von Hartnell, Phyllis, bestand allerdings darauf, dass ihr Bruder auch praktische Kleidung für den täglichen Gebrauch entwerfe. Er entwarf britische Wollwaren und orientierte sich dabei an Coco Chanel, die sich wiederum sehr für seine Entwürfe interessierte, die er 1927 und 1929 in Paris zeigte. Hartnell eiferte seinem britischen Vorgänger Charles Frederick Worth nach, der sein großes Vorbild war. Er spezialisierte sich darauf, seine Entwürfe mit teuren und aufwändigen Stickarbeiten zu verzieren. Dafür gab es in seinem Studio einen eigenen Werkraum, wo bis zu seinem Tod die hauseigenen Stickereien hergestellt wurden. Dort wurden in den ruhigen Sommermonaten sogar bestickte Weihnachtskarten hergestellt, mit denen Hartnell für sein Haus warb.
Die Originalität und Komplexität der Hartnell-Stickereien wurden wiederholt in Presseveröffentlichungen beschrieben, besonders wenn sie die Hochzeitskleider junger prominenter Kundinnen in den 1920er und 1930er Jahren zierten.

## 26 Bruton Street Mayfair 1934–1940

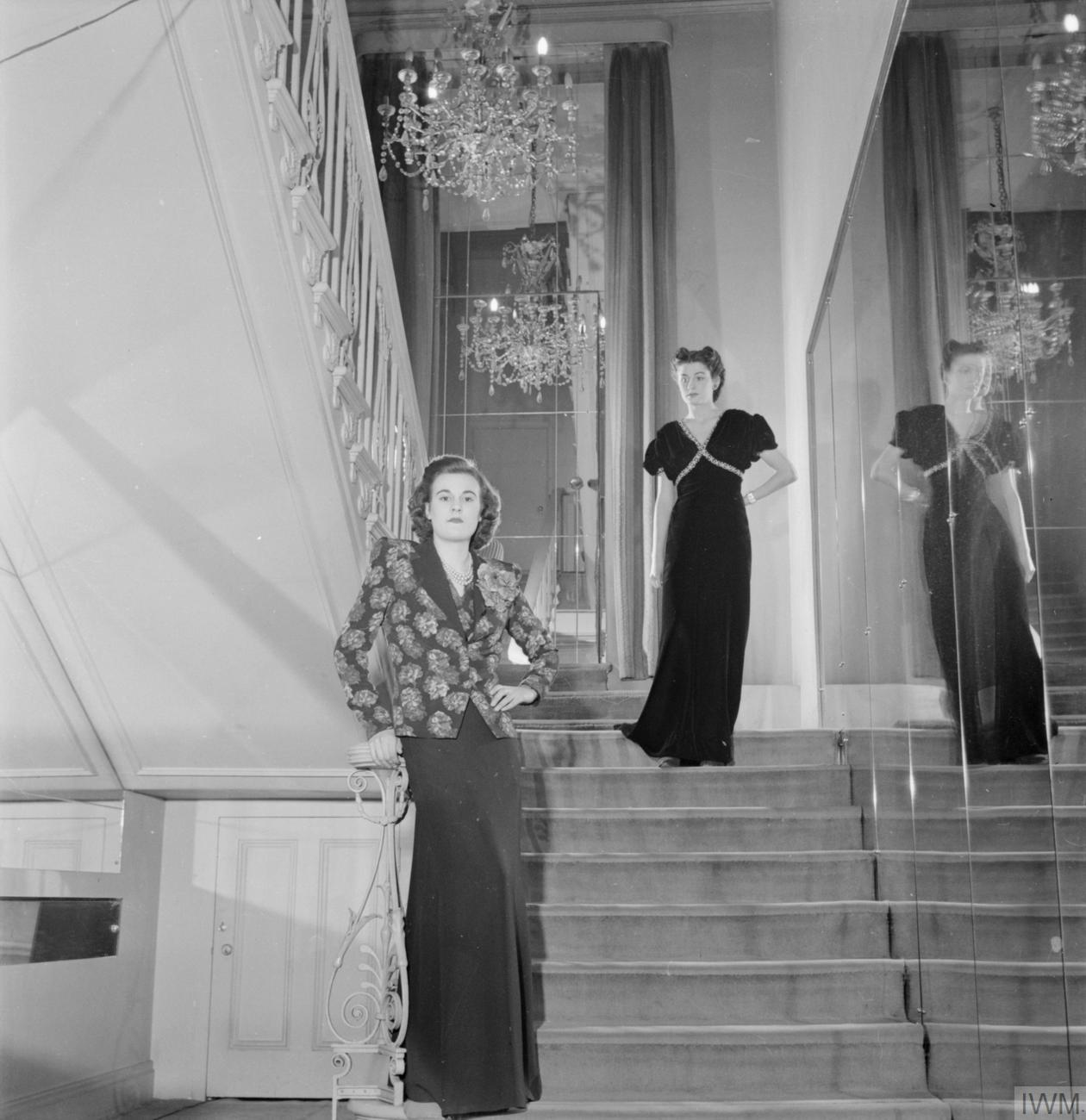
Modenschau (1944)

Aufgrund seines geschäftlichen Erfolges zog Norman Hartnell mit seinem Unternehmen in das Haus Bruton Street 26 um, das aus dem 18. Jahrhundert stammte und dessen Räume der Architekt  Gerald Lacoste (1909–1983) mit Glas und Spiegeln hatte umgestalten lassen. Dort verkehrten weitere prominente Kundinnen wie Marlene Dietrich, Merle Oberon und – nach dem Krieg – Elizabeth Taylor. Zur selben Zeit kaufte er im Windsor Forest das kleine Försterhaus Lovel Dene, das auch von Lacoste umgestaltet wurde und wohin sich Hartnell zurückzog. Wenn er sich in London aufhielt, lebte er im Tower House am  Regent’s Park.
Bald erhielt Hartnell erste Bestellungen von Mitgliedern des Königshauses, wie Hochzeitskleid und -ausstattung für Alice, Duchess of Gloucester, künftige Schwiegertochter von König Georg V. Brautjungfern waren die künftige Königin Elizabeth II. sowie ihre Schwester Margaret, die auch Entwürfe von Hartnell trugen. Dem König und seiner Frau Mary gefielen die Kleider so gut, dass Queen Mary Kundin von Hartnell wurde. Über seine Entwürfe für die künftige Duchess of Gloucester wurde weltweit berichtet; allerdings wurde die große offizielle Zeremonie in Westminster Abbey wegen des Todes des Brautvaters abgesagt und stattdessen fand nur eine Trauung in privatem Rahmen statt.
Als Georg VI. gekrönt wurde, bestellte seine Frau die Kleider für ihre Ehrenjungfern bei Hartnell, ihr eigenes Krönungsgewand jedoch bei einer Modeschöpferin, deren Kundin sie schon lange war. Anschließend erhielt Hartnell immer öfter Bestellungen vom Hof. Er schuf den stromlinienförmigen Look der Königin für ihre Tages- und Abendkleidung. Diese und die paillettenbesticken Abendkleider für die wohlhabenden Kundinnen wurden von Mademoiselle Davide geschaffen, einer französischen Mitarbeiterin von Hartnell, von der gesagt wurde, dass sie die höchstbezahlte Mitarbeiterin im Modegeschäft sei. Hartnell führte auch den Reifrock wieder ein, nachdem der König Hartnell Porträts von Franz Xaver Winterhalter in der Royal Collection gezeigt hatte mit der Anregung, die zierliche Queen so zu kleiden, dass sie nach der Abdankung Eduards VIII. an Statur gewinnen solle als lebendiges Symbol für die fortdauernde Tradition der Monarchie. Nachdem die Queen eine solche Krinoline bei einem Staatsbesuch 1938 in Paris trug, hatte das Einfluss auf die Mode weltweit.
1939 wurde Norman Hartnell mit dem französischen Ordre des Palmes Académiques ausgezeichnet.

## 26 Bruton Street Mayfair 1940–1952
Während des Zweiten Weltkrieges war auch Norman Hartnells Geschäft einer strengen Rationierung von Stoffen und notwendigen Kleinwaren unterworfen. Er trat der British Home Guard bei, setzte aber seine Karriere mit Verkaufsvorführungen für Überseekunden fort, in Konkurrenz zu französischen, deutschen und US-amerikanischen Modeschöpfern. Reiche Kunden bestellten weiterhin neue Kleidung aus den rationierten Zutaten oder ließen vorhandene Kleidung umarbeiten. Das bezog sich auch auf die Queen, die in ihrer besten Kleidung in bombardierte Gegenden im Land reiste. Sie unterstützte Hartnell, als dieser elegante und neuartige Mode entwarf, die den Vorgaben der britischen Regierung entsprach und von Berkertex in großer Stückzahl hergestellt wurde, eine Geschäftsverbindung, die bis in die 1950er Jahre anhielt. Er war damit der erste Modeschöpfer der Welt, der Kleidung für die Massenproduktion entwarf. Gemeinsam mit anderen Modedesignern gründete er die The Incorporated Society of London Fashion Designers (INCSOC), um britisches Modedesign im In- und Ausland populär zu machen. Hartnell bekam zudem den Auftrag, Uniformen für die Frauen im Armee- und Zivildienst zu entwerfen, woraufhin Aufträge für die Metropolitan Police von London folgten.
1946 stellte Norman Hartnell seine Kollektion erfolgreich in Südamerika vor, wo Eva Perón und Magda Lupescu zu seinen Kundinnen gehörten. 1947 wurde er mit dem Neiman Marcus Fashion Award für seinen Einfluss in der Modewelt ausgezeichnet.
1947 beauftragte ihn die Königin, das Kleid für die Hochzeit von Prinzessin Elisabeth mit Prinz Philip zu entwerfen. Das Kleid wurde mit mehr als 10.000 kleinen Perlen sowie mit Tausenden weißer Glasperlen bestickt. Anschließend war er einer der wichtigsten Modeschöpfer, die für die Prinzessin arbeiteten und gewann so weltweit eine jüngere Generation von Kundinnen, die die Prinzessin auf ihren Reisen sahen. Auch die jüngere Schwester der späteren Queen, Prinzessin Margaret, war eine Kundin von Hartnell und wurde als Liebling der Medien vielfach in dessen Kreationen fotografiert und in Zeitschriften abgebildet.
Viele elegante Abendkleider von Norman Hartnell aus dieser Zeit befinden sich heute in Museumssammlungen.

## 26 Bruton Street Mayfair 1952–1979

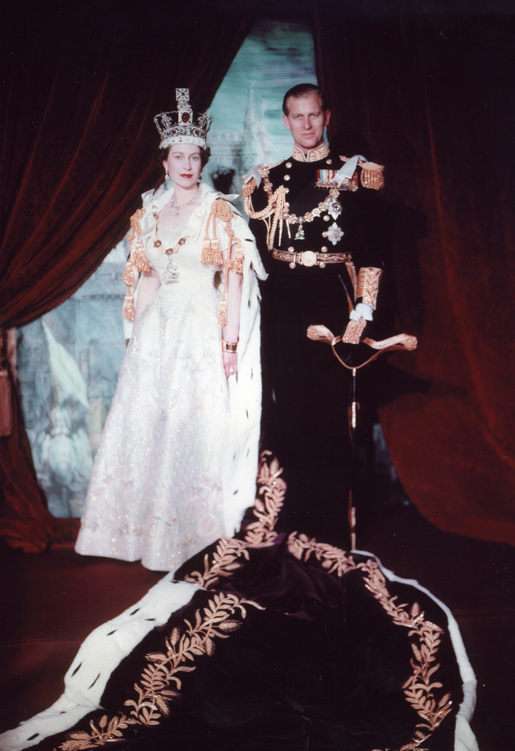
Das Krönungskleid von Queen Elisabeth II.

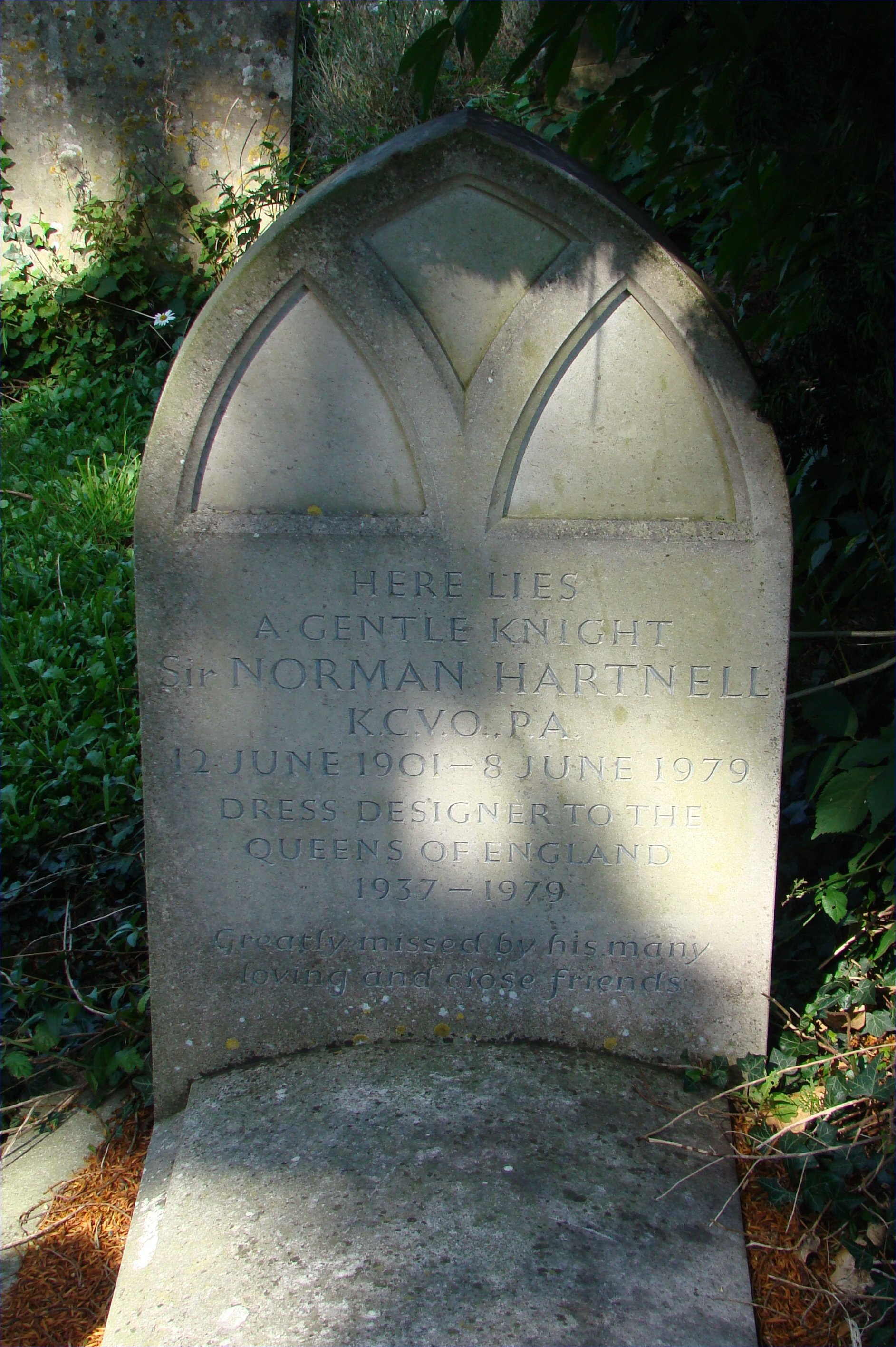
Das Grab von Norman Hartnell in Clayton

1952 wurde Norman Hartnell von Elisabeth II. beauftragt, ihr Krönungskleid zu entwerfen. Hartnell und sein Assistent Ian Thomas legten der Queen viele Entwürfe vor, die sie gemeinsam diskutierten. Schließlich wurde ein Entwurf ausgewählt, der an ihr Hochzeitskleid erinnerte, der Rock war allerdings aus schwererer und dickerer Seide und mit zahlreichen Stickereien verziert, unter anderem mit den botanischen Emblemen der Länder des Vereinigten Königreichs sowie des Commonwealth. Zudem entwarf er die Kleider der Ehrenjungfern sowie aller wichtigen weiblichen Mitglieder der königlichen Familie, um so ein einheitliches Bild in der Westminster Abbey zu schaffen. Die 1953er Kollektion nannte er The Silver and Gold Collection; so betitelte er auch seine von Ian Thomas bebilderte Autobiografie. Thomas konzipierte auch gemeinsam mit Hardy Amies die Garderobe der Queen für ihre zahlreichen Reisen. Der letzte große königliche Anlass, für den Hartnell schneiderte, war die Hochzeit von Prinzessin Margaret mit Antony Armstrong-Jones, für die er ein besonders schlichtes Kleid mit einer opulenten Menge an Stoff entwarf. In Folge wurde er mit weiteren königlichen Aufträgen betraut, bei denen er von Ian Thomas und Gnyuki Tormimaru unterstützt wurde.
Während der 1950er und 1960er Jahre war der Name von Hartnell kontinuierlich in den Medien vertreten. Er selbst war immer für immer für werbeträchtige Aktionen zu haben, wie etwa ein Kleid aus Pfund-Noten zu schneidern oder besonders sensationelle Abendkleider für berühmte Frauen zu kreieren. Zu dieser Zeit beschäftigte er in seinem Londoner Haus rund 550 Mitarbeiter.
Aus Anlass des Silber-Jubiläums der Queen im Jahre 1977 wurde Norman Hartnell zum Knight Commander of the Royal Victorian Order ernannt. Der Orden wurde ihm von Queen Mum überreicht, die seine treue Kundin war. In der Presse wurde er The First Fashion Knight genannt. Bis zu seinem Tod im Jahre 1979 arbeitete er weiter an seinen Kollektionen. Sein Haus verkaufte inzwischen auch Kleider von der Stange, sowie Merchandise-Produkte wie Handtaschen, Parfüms und Strümpfe.
Am 15. Juni 1979 wurde Norman Hartnell neben seiner Mutter und seiner Schwester in Clayton beerdigt. Zum Trauergottesdienst kamen viele Freunde, Mitarbeiter und prominente Kundinnen, darunter Barbara Cartland und die Herzogin von Argyll. Ein Konsortium kaufte das Geschäft von Hartnell, die Designer Gina Fratini und Murray Arbeid präsentierten Gast-Kollektionen und das Gebäude wurde renoviert. Mit einer Kollektion von Marc Bohan wurde das Haus wieder eröffnet, doch 1992 wurde es endgültig geschlossen. Seit Mai 2005 schmückt eine Blue Plaque das Gebäude 26 Bruton Street in Mayfair.

## Filmografie (Auswahl)
Norman Hartnell entwarf die Kostüme für folgende Filme:
- Such Is the Law (1930)
- Aunt Sally (1933)
- A Southern Maid (1933)
- That's a Good Girl (1933)
- Give Her a Ring (1934)
- Princess Charming (1934)
- The Church Mouse (1934)
- The Return of Bulldog Drummond (1934)
- Brewster's Millions (1935)
- Two's Company (1936)
- Jump for Glory  (1937)
- Non-Stop New York (1937)
- Climbing High (1938)
- Sailing Along (1938)
- Design for Spring (1938)
- Making Fashion (1938)
- He Found a Star (1941) (Garderobe für Sarah Churchill und Evelyn Dall)
- Ships with Wings (1942)
- The Peterville Diamond (1942)
- This Was Paris (1942)
- The Demi-Paradise (1943)
- Maytime in Mayfair (1949)
- The Passionate Stranger (1957) (Garderobe für Margaret Leighton)
- Women in Love (1958) (dt.: Liebende Frauen)
- Suddenly, Last Summer (1959) (dt.: Plötzlich im letzten Sommer) (Garderobe für Katharine Hepburn)
- Never Put It in Writing (1964)
- The Beauty Jungle (1964)
- A Double in Diamonds (1967) (TV-Folge: The Saint)